# Рочизи (Катанцаро)
Рочизи је насеље у Италији у округу Катанцаро, региону Калабрија.
Према процени из 2011. у насељу је живело 47 становника. Насеље се налази на надморској висини од 771 м.